# Мироненко, Григорий Тимофеевич
Григорий Тимофеевич Мироненко (1893 год, Малая Гнилуша (ныне Пролетарское сельское поселение, Красносулинский район, Ростовская область), Российская империя — 23 февраля 1920 года, Белая Глина) — кавалерист, участник Первой мировой и Гражданской войн, командир кавалерийской бригады Первой Конной армии.

## Биография
Начал работать в подростковом возрасте: нанимался батрачить к богачам. Затем работал на шахте. Здесь же он сблизился с большевиками.
В 1914 году его призвали в армию, где он воевал в кавалерии на австро-германском фронте. Получил несколько наград и чин хорунжего.
После Октябрьской революции поддержал большевиков. Прошёл путь от хорунжего до командира кавалерийской бригады Первой Конной армии. Бригада, в которой он воевал, участвовала в боях под Царицыным, Старым и Новым Осколом, Воронежем, освобождала Донбасс, брала Ростов. Погиб в бою под Белой Глиной в феврале 1920 года.
Был награждён орденом Красного Знамени, серебряной саблей и именными золотыми часами.
Именем Мироненко был назван один из захваченных у белогвардейцев бронепоездов.